# Ceratopipra
A Ceratopipra a madarak osztályának verébalakúak (Passeriformes) rendjébe és a piprafélék (Pipridae) családjába tartozó nem. Egyes szervezetek a Pipra nembe sorolják ezeket a fajokat is.

## Rendszerezésük
A nemet Charles Lucien Jules Laurent Bonaparte francia természettudós írta le 1854-ben, jelenleg az alábbi 5 faj tartozik ide:
- Ceratopipra cornuta[1] vagy Pipra cornuta[2]
- Ceratopipra erythrocephala[1] vagy Pipra erythrocephala[2]
- kárminsapkás pipra (Ceratopipra mentalis[1] vagy Pipra mentalis)[2]
- Ceratopipra rubrocapilla[1] vagy Pipra rubrocapilla[2]
- Ceratopipra chloromeros[1] vagy Pipra chloromeros[2]